# Wydział Malarstwa Akademii Sztuk Pięknych im. Jana Matejki w Krakowie
Wydział Malarstwa Akademii Sztuk Pięknych im. Jana Matejki w Krakowie – jeden z siedmiu wydziałów Akademii Sztuk Pięknych im. Jana Matejki w Krakowie. Jego siedziba znajduje się przy Placu Matejki 13 w Krakowie. Powstał w 1922 r.

## Kierunki studiów
- Malarstwo
- Scenografia
- Edukacja artystyczna[1]

## Władze
Kadencja 2024–2028:
- Dziekan: dr inz. arch. Wojciech Kopeć
- Prodziekan: dr Radosław Szlęzak